# Берггрен, Эви
Эви Маргарета Берггрен (швед. Evy Margareta Berggren), в замужестве Вестергрен (швед. Westergren; род. 16 июня 1934, Шеллефтео, Швеция) — шведская гимнастка, чемпионка Олимпийских игр 1952 года, серебряный призёр Олимпийских игр 1956 года.

## Биография
Тренировалась в клубах Skellefteå GF (1952), Gefle GF (1956).
Первое крупное международное соревнование по спортивной гимнастике выиграла в возрасте 16 лет, когда в составе шведской сборной победила в командном многоборье на чемпионате мира в Базеле в 1950 году. В индивидуальном зачёте набрала в многоборье 90,633 балла, став четвёртой в общем зачёте и второй после Петтерссон в сборной.
Через два года на Летних Олимпийских играх в Хельсинки сборная Швеции с результатом 74,2 балла опередила в командных упражнениях с предметом сборную СССР, и Эви Берггрен выиграла свою первую олимпийскую медаль. На чемпионате мира 1954  года в Риме, где впервые участвовала сборная СССР, Анн-Софи Петтерссон разделила золотую медаль в опорном прыжке с Тамарой Маниной, а Берггрен, отставшей от победительниц на 0,03 балла, досталась бронза. На Летних Олимпийских играх в Мельбурне сборная Швеции в точности повторила достижение предыдущих соревнований, набрав 74,2 балла в командных упражнениях с предметом, но на этот раз этого не хватило, чтобы победить спортсменок из Венгрии, и Бергрен досталась только серебряная медаль.
С двумя медалями Олимпиад в спортивной гимнастике Эви Бергрен остаётся одной из трёх шведских спортсменок, имеющих подобный результат. Кроме неё двукратными призёрами игр становились Анн-Софи Петтерссон и Карин Линдберг.